# Textureren

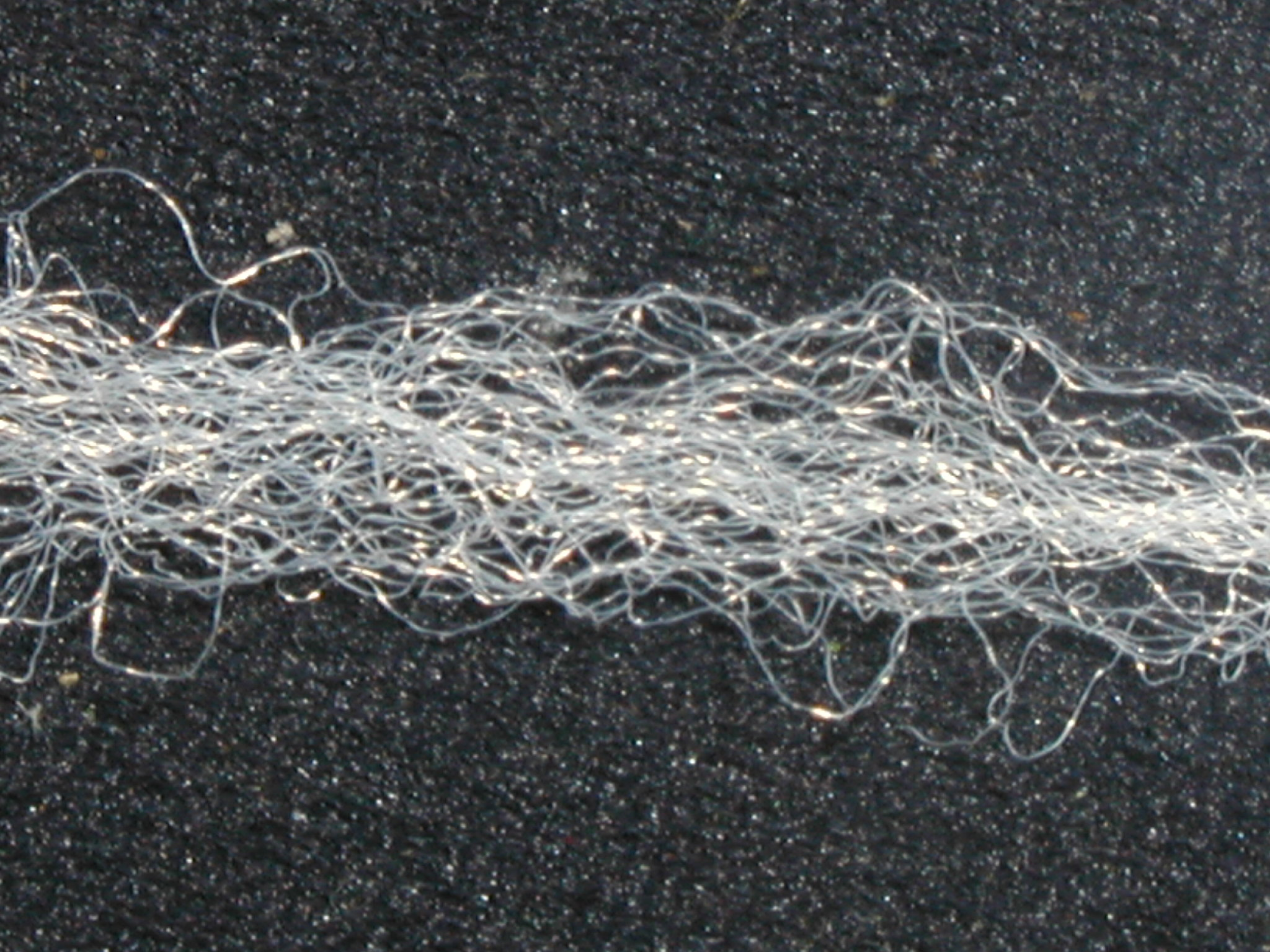
Getextureerd garen

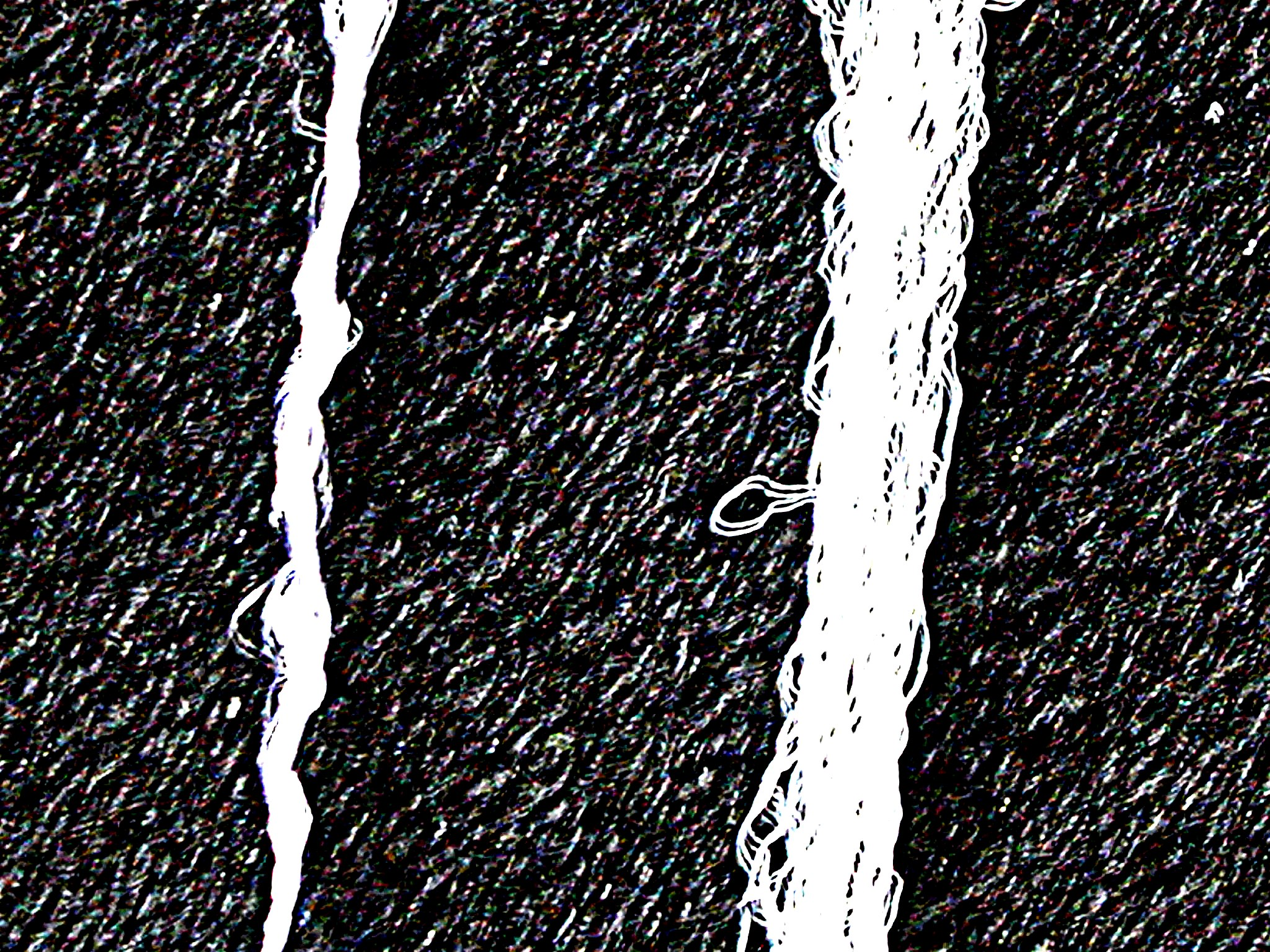
Glad en getextureerd garen

Onder textureren verstaat men in de textielindustrie een bewerking van filamentgarens waardoor deze een blijvende kroezing krijgen. Het garen wordt volumineuzer en de greep verbetert. Bij sommige bewerkingen krijgt het garen ook een grotere rek en elasticiteit. Het doel is de eigenschappen van het filamentgaren te veranderen zodat het beter geschikt is voor de toepassing, waarvoor het bedoeld is en meer lijkt op een vezelgaren. Als het filamentgaren tot vezels gesneden wordt is de kroezing nodig voor het spinverband.

De garens krijgen door het textureren een typisch “textielkarakter”, zoals een zachtere greep, een grotere poreusheid, een beter dekkend vermogen en tevens een groter warmte isolerend vermogen. De hogere dekkingsgraad is een eigenschap die met name in tapijt van belang is. Ten slotte zal het garen als gevolg van het textureren minder gaan glanzen.

## Textureermethodes.

### Valstwijnen
Een zeer bekende textureermethode is het valstwijnen. Het garen wordt bij het valstwijnen om zijn as gedraaid waardoor er een draaiing (twijn) in het garen komt. Deze draaiing wordt in het garen vastgelegd door het te verwarmen en daarna af te koelen. Daarna wordt de draaiing weer uit het garen gedraaid (vandaar valstwijnen) waardoor er lusjes in het garen ontstaan. Het garen wordt hierdoor volumineus en krijgt een elastische rek. Als deze rek niet gewenst is kan het garen onder spanning opgewikkeld worden en daarna gefixeerd waardoor de rek minder wordt en de volumineusheid blijft. Het hoog elastische (HE) garen wordt onder andere voor kousjes en panty’s gebruikt en het garen met een groot volume (HB = high bulk) voor bovenkleding.

### Stuikkroezen
Een methode die voor tapijtgaren en voor het maken van vezels gebruikt wordt is het stuikkroezen. Bij het stuikkroezen wordt een bundel draden onder druk in een kamertje geperst waardoor de bundel in een zigzag vorm gaat liggen. Deze vorm wordt gefixeerd en het garen wordt daarna opgewikkeld of tot vezels gehakt. Het stuikkroesgaren heeft een hoger volume terwijl de rek en elasticiteit niet echt toegenomen is.

### Breikroezen
Breikroezen (knitdeknit) is een methode die voornamelijk voor het maken van tapijtgarens gebruikt wordt. Het garen wordt verbreid, dit breisel wordt gefixeerd en daarna weer uitgehaald. Er ontstaat dan een garen met de karakteristieke golfvorm van een gebreid garen. Dit garen is volumineuzer en heeft bovendien een heel kenmerkend optisch effect in het tapijt.

### Blaaskroezen
Alle tot nu toe genoemde methodes berusten op het fixeren van de vervorming van het garen door middel van verwarming en afkoeling. Dit betekent, dat deze methodes alleen geschikt zijn voor thermoplastische garens. Er is één methode die zowel voor thermoplastische als voor niet thermoplastische garens gebruikt kan worden. Dit is het blaasproces (Taslan). Hierbij wordt het garen onder lage spanning langs een blaasmond gevoerd, die lusjes in de filamenten blaast en tegelijk de filamenten verward waardoor de lusjes mechanisch gefixeerd worden. Bij thermoplastische garens kan met behulp van stoom ook nog een warmtestabilisatie gegeven worden. De rek wordt bij dit proces niet groter, maar het garen wordt volumineuzer en krijgt een kenmerkend uiterlijk.